# Zetta
Zetta (Z) – przedrostek jednostek miary oznaczający mnożnik 1 000 000 000 000 000 000 000 = 1021 (tryliard).
W informatyce oznacza on częściej 270 = 10247 = 1 180 591 620 717 411 303 424, np. 1ZB (zettabajt) to 270 bajtów.